# Gródek-Lwowski
Gródek-Lwowski (ukr: Станція Городок-Львівський) – stacja kolejowa w Gródku, w obwodzie lwowski, na Ukrainie. Jest częścią Kolei Lwowskiej. 
Znajduje się na linii Lwów – Mościska II, między stacjami Zatoka (9 km) i Rodatycze (9 km).

## Historia
Stacja została otwarta w dniu 4 listopada 1861 roku podczas otwarcia pierwszej kolei galicyjskiej Lwów - Przemyśl.
Linia kolejowa Lwów-Mościska II została zelektryfikowana w 1972.
Na stacji zatrzymują się wyłącznie pociągi podmiejskie.